# Anna Ågerfalk
Anna Maria Elisabet Ågerfalk, född 19 juli 1968 i Olaus Petri församling i Örebro, är en svensk ekonom och politiker (Folkpartiet). 
Anna Ågerfalk var ersättare i riksdagen under kortare perioder 2003 och 2006, och är sedan januari 2011 oppositionsråd i Örebro läns landsting.